# Manfred Beckmann
Manfred Beckmann (* 4. Juni 1957 in Waldkirch) ist ein deutscher Fechter und Trainer. 

## Leben
Beckmann begann 1971 mit dem Fechtsport. Im September 1980 legte er sein Examen als Diplom-Trainer an der Trainerakademie in Köln ab. Anschließend arbeitete er bis 1983 als Trainer im Bundesleistungszentrum und Olympiastützpunkt beim Fecht-Club Tauberbischofsheim. 1983 wechselte er als Trainer nach Laupheim. Von 1989 bis 2022 trainierte er die Fechtgesellschaft Basel, die den Degen-Olympiasieger 2004, Marcel Fischer, hervorgebracht hat.

## Erfolge
- 1975: Deutscher Juniorenmeister im Degenfechten
- 1977: Junioren-Vizeweltmeister im Degenfechten
- 1978: Silbermedaille bei den Militärweltmeisterschaften mit dem Team im Florettfechten und Bronzemedaille bei den Militärweltmeisterschaften mit dem Team im Degenfechten
- 1979: Vizeweltmeister mit dem Team in Melbourne
- 1980: Mitglied der Deutschen Olympiamannschaft, die aufgrund des Olympiaboykottes nicht nach Moskau durfte
- 1994: Mannschaftsweltmeister (für die Schweiz) der Fechtmeister im Degen in Graz

| Personendaten    | Personendaten     |
| ---------------- | ----------------- |
| NAME             | Beckmann, Manfred |
| KURZBESCHREIBUNG | deutscher Fechter |
| GEBURTSDATUM     | 4. Juni 1957      |
| GEBURTSORT       | Waldkirch         |